# Kuriakose Mor Severios
Kuriakose Mor Severios (Sewer, wł. Kuriakose Abraham Edavazhikkal, ur. 21 maja 1959 w Kottayam) – duchowny Malankarskiego Syryjskiego Kościoła Ortodoksyjnego, będącego częścią Syryjskiego Kościoła Ortodoksyjnego, od 2004 biskup Knanaya.

## Życiorys
Sakrę biskupią otrzymał 15 stycznia 2004.